# Kokubun-ji

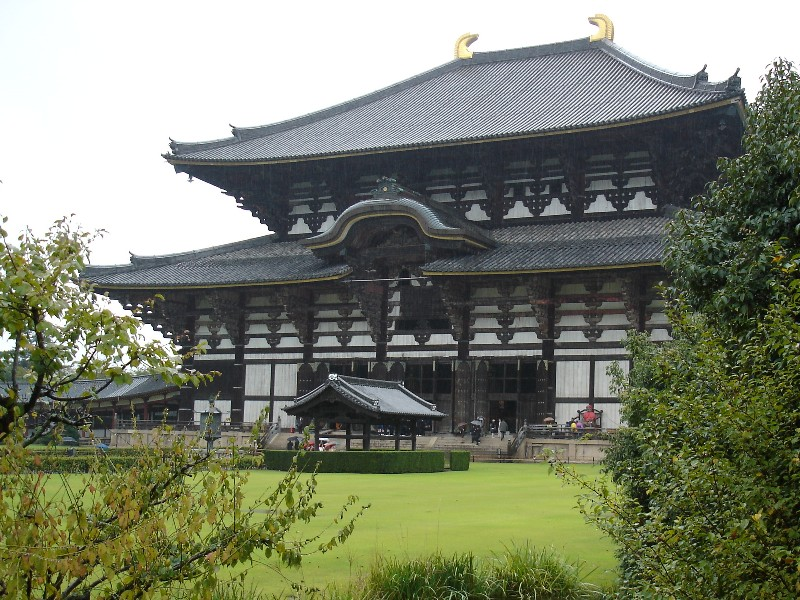
Tōdai-ji a Nara

I Kokubun-ji (国分寺?) sono templi buddisti istituiti in ciascuna delle province del Giappone dall'imperatore Shōmu durante il periodo Nara (710-794), per la protezione della nazione da parte del buddismo, ed erano divisi in Kokubun Sōji (国分僧寺?) per i bhikkhu (monaci) e Kokubun Nunji (国分尼寺?) per le bhikkhuni (monache).
Il nome ufficiale del Kokubun Sōji è Konkōmyō Shitennō Gokoku no Tera (金光明四天王護国之寺?, Tempio dei Quattro Re Celesti di Konkōmyō), mentre per il Kokubun Nunji è Hokke Metsuzai no Tera (法華滅罪之寺?, Tempio della Distruzione del Loto). Inoltre, sulle isole Iki e Tsushima vennero costruiti dei "templi isolani".

## Storia

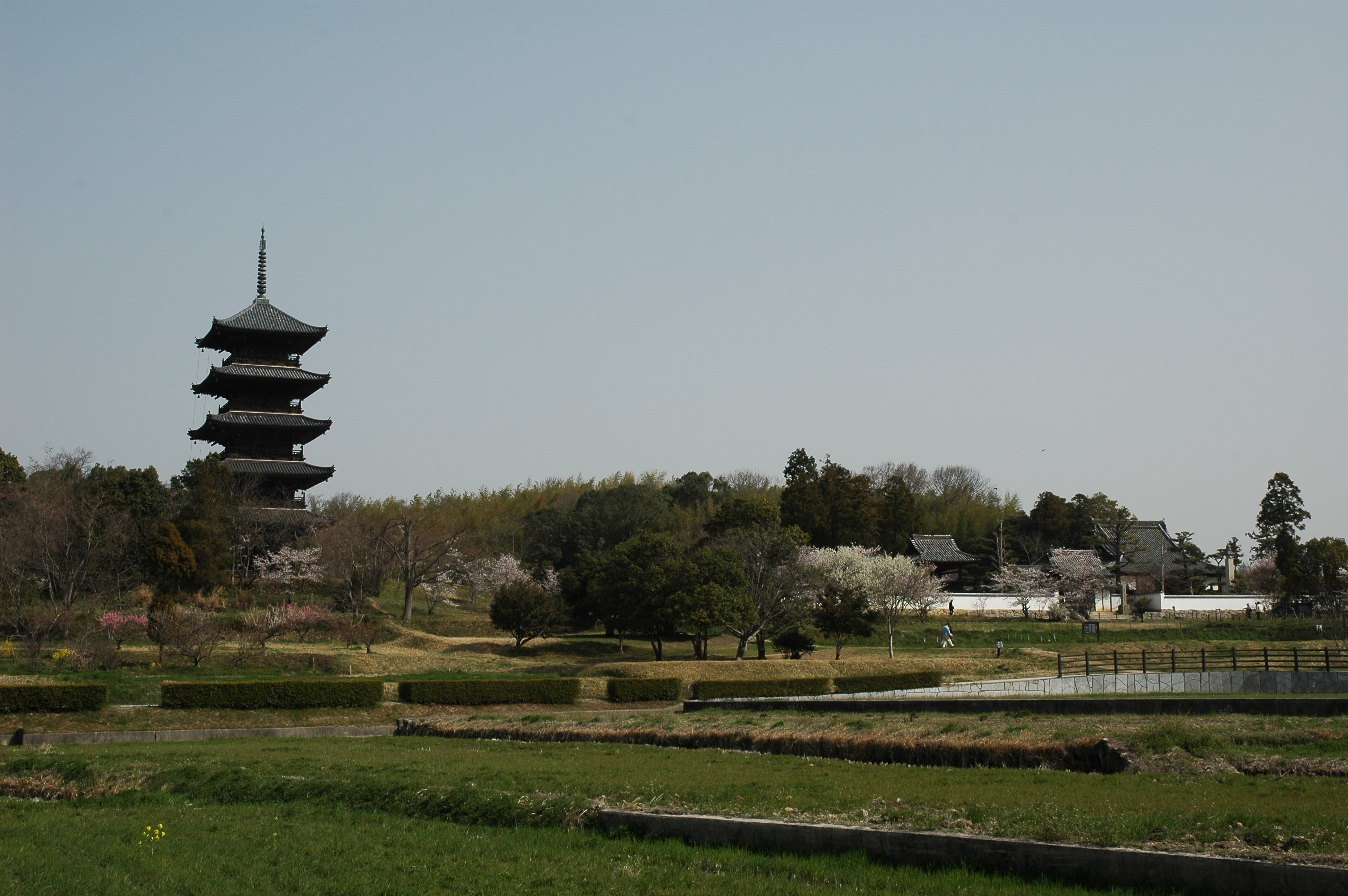
Bitchū-kokubunji

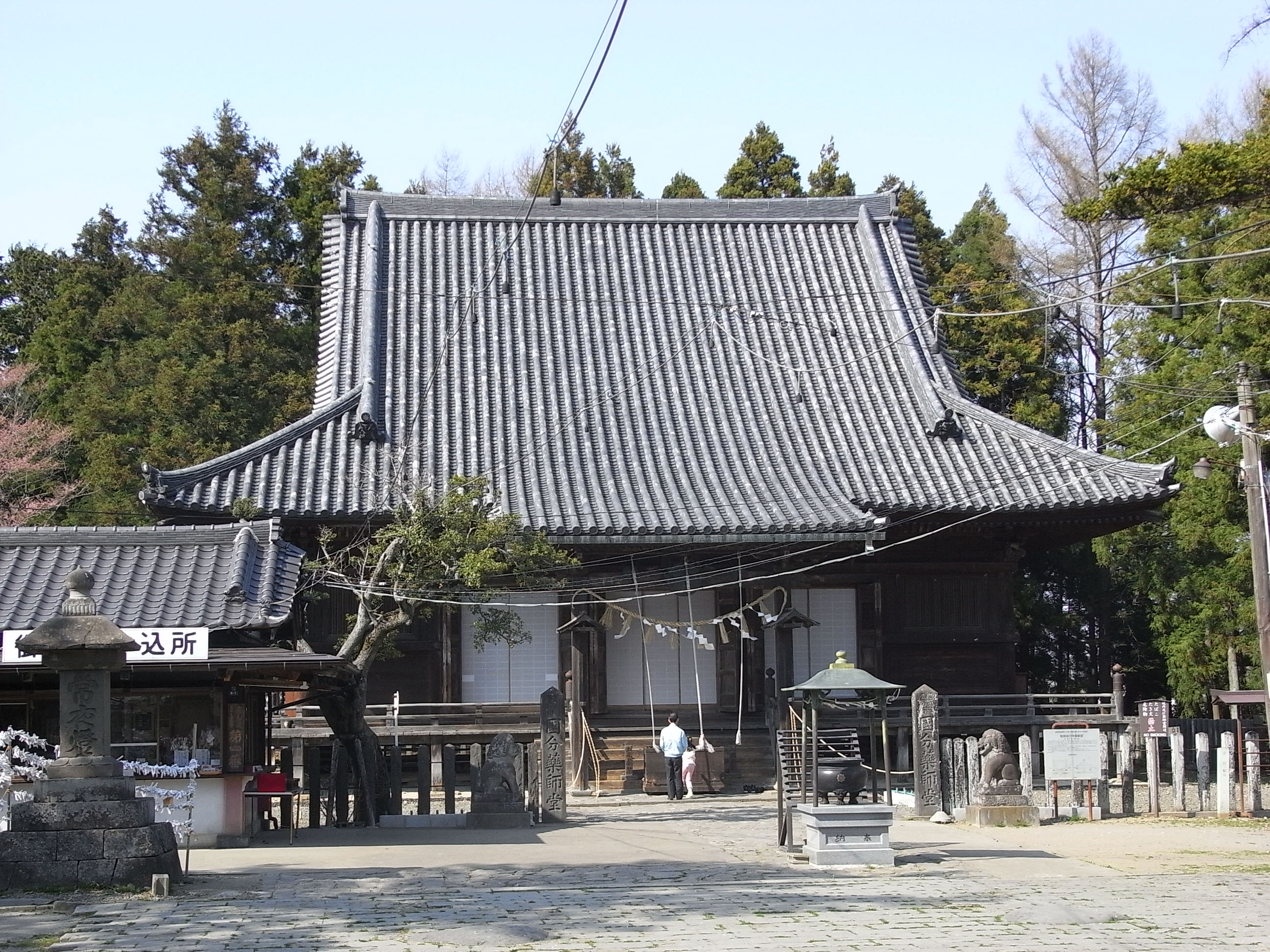
Mutsu-kokubunji

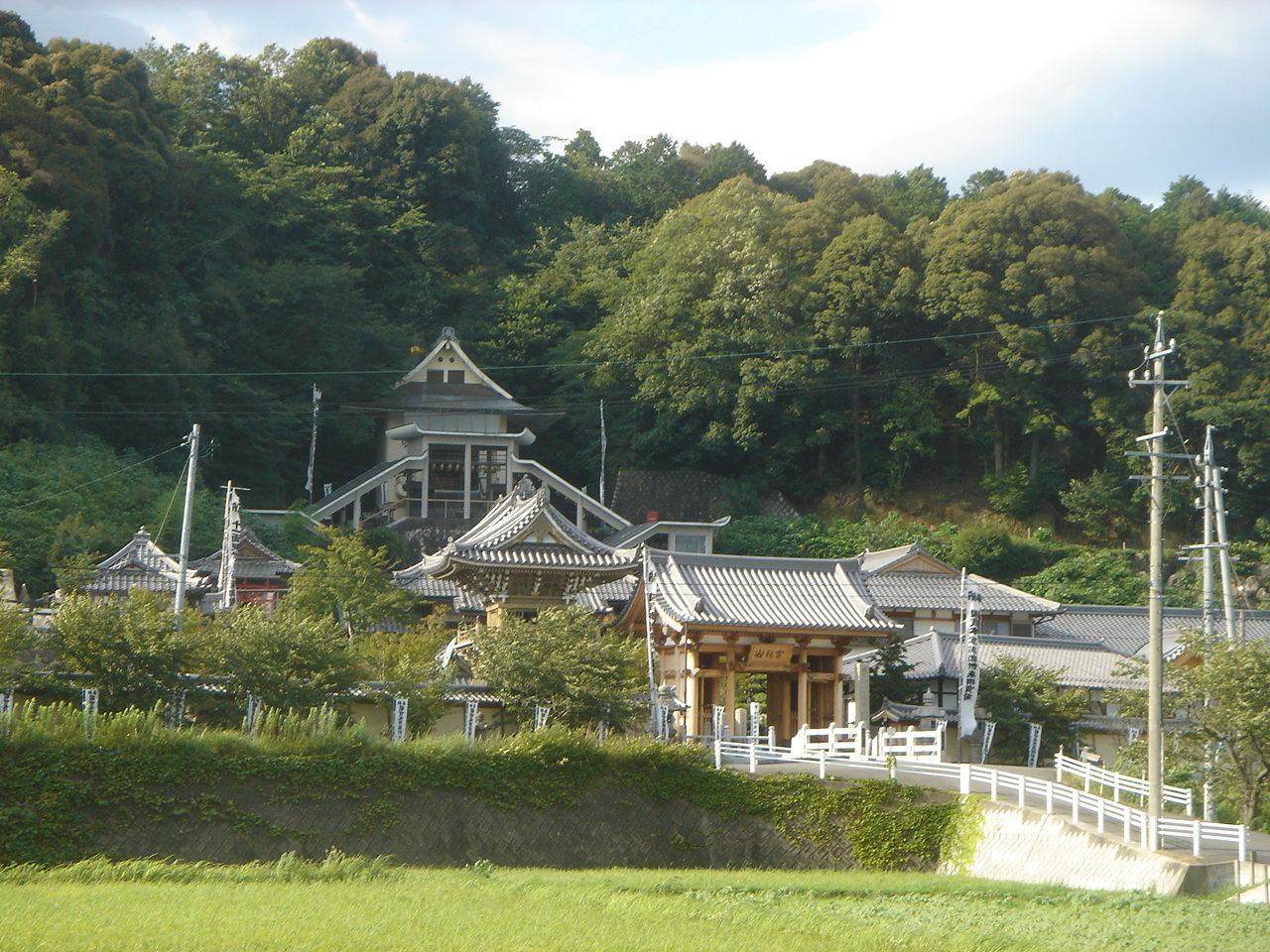
Mino-kokubunji

Un precedente dei templi kokubunji/kokubuninji del Giappone fu il tempio Daxingshan (tempio Daikōsenji) dell'imperatore Yang Jian, che fondò la dinastia Sui. Più tardi, durante la dinastia Tang, vi fu il tempio Daegunji dell'imperatrice Wu Zetian, il Ryuheungjikan di Zhong Zong e il tempio Kaiyuanji di Xuan Zong.
Nel 737, l'imperatore Shōmu emanò un decreto per la creazione di una statua di Buddha Shakyamuni e di due statue di Bodhisattva e per la riproduzione del Mahānya Sutra in ogni provincia e, nel 740, un decreto per la riproduzione di dieci copie del Sutra del Loto e per la costruzione di una pagoda a sette piani.
Secondo lo Shoku Nihongi e il Ruiju Sandaigyo, l'imperatore Shomu emise un decreto sulla costruzione del tempio Kokubunji il 14 febbraio 741. Il contenuto del decreto comprendeva la costruzione di pagode a sette piani in ogni paese, la riproduzione del Sutra della Luce d'Oro e del Myōhō Renge Kyō (Sutra del Loto), la riproduzione del Sutra della Luce d'Oro in caratteri d'oro e la sua conservazione in ogni pagoda, l'istituzione di un monastero e di un convento Kokubun in ogni paese, il monastero con il nome di Konkōmei Shitenno Gokoku-no-ji e il convento con il nome di Hokke Hakuino-ji. Il nome del tempio dei monaci era Konkomyo Shitenno Gokokuji e quello del tempio delle monache era Hokke Hozonji. Fu anche stabilito che 50 edifici e 10 aree coltivate a risaia dovessero essere date al monastero e 10 aree coltivate a risaia al convento, e che 20 monaci e 10 monache dovevano essere assegnati rispettivamente al monastero e al convento.
A causa della negligenza dei kokushi (governatori provinciali), la costruzione di molti kokubunji fu ritardata. Nel novembre del 747 (Tenpyō 19), fu emanato un editto imperiale che esortava alla costruzione dei templi Kokubunji. Di conseguenza, nella maggior parte dei templi kokubunji si iniziò a costruire su larga scala.
La maggior parte dei kokubunji si trovava nell'area del kokufu o nelle sue vicinanze e, insieme al kunichō (Ufficio di Stato), erano gli edifici più grandi del Paese. Tōdai-ji e Hokke-ji, nella provincia di Yamato, sono stati designati anche come So-kokubun-ji e So-kokubun-nin-ji e sono stati considerati i templi principali di tutti i Kokubun-ji e Kokubun-nin-ji del Paese.
Quando il sistema Ritsuryō si allentò e il governo perse il suo sostegno finanziario, molti dei templi Kokubunji e Kokubun Nunji furono aboliti. Tuttavia, è noto che un numero considerevole di templi Kokubunji continuò a esistere dopo il Medioevo come templi di una setta o con un carattere diverso dai templi Kokubunji originali e, sebbene molti templi Kokubun Nunji non siano stati restaurati, alcuni sono stati riportati in vita in periodi successivi dalla setta Hokke e altri sono stati mantenuti fino ad oggi. Alcuni templi e strutture pubbliche vicino agli ex siti di Kokubunji hanno restituito reperti di Kokubunji.
Le parole kokubun-ji e kokubunni-ji sono all'origine di molti toponimi moderni, come ad esempio:
- Kokubunji, Kagawa
- Kokubunji, Tokyo
- Kokubunji, Tochigi

## Principali templiKokubunji
- Mutsu-kokubunji (provincia di Mutsu, oggi situata a Wakabayashi-ku, Sendai, prefettura di Miyagi)
- Sagami-kokubunji (provincia di Sagami, oggi situata a Ebina, prefettura di Kanagawa)
- Izu-kokubunji (provincia di Izu, oggi situata a Mishima, prefettura di Shizuoka)
- Mikawa-kokubunji (provincia di Mikawa, oggi situata a Toyokawa, prefettura di Aichi)
- Owari-kokubunji (provincia di Owari, oggi situata a Inazawa, prefettura di Aichi)
- Mino-kokubunji (provincia di Mino, oggi situata a Ōgaki, prefettura di Gifu)
- Hida-kokubunji (provincia di Hida, oggi situata a Takayama, prefettura di Gifu)
- Shinano-kokubunji (provincia di Shinano, oggi situata a Ueda, prefettura di Nagano)
- Noto-kokubunji (provincia di Noto, oggi situata a Nanao, prefettura di Ishikawa)
- Wakasa-kokubunji (provincia di Wakasa, oggi situata a Obama, prefettura di Fukui)
- Kokubunji (provincia di Ise, oggi situata a Kameyama, prefettura di Mie)
- Kii-kokubunji (provincia di Kii, oggi situata a Kinokawa, prefettura di Wakayama)
- Kokubunji (provincia di Yamato, oggi situata a Kashihara, prefettura di Nara)
- Kawachi-kokubunji (provincia di Kawachi, oggi situata a Kashiwara, prefettura di Osaka)
- Bitchū-kokubunji (provincia di Bitchū, oggi situata a Sōja, prefettura di Okayama)
- Oki-kokubunji (provincia di Oki, oggi situata a Okinoshima, prefettura di Shimane)
- Awa-kokubunji (provincia di Awa, oggi situata a Tokushima, prefettura di Tokushima)
- Sanuki-kokubunji (provincia di Sanuki, oggi situata a Takamatsu, prefettura di Kagawa)
- Tosa-kokubunji (provincia di Tosa, oggi situata a Nankoku, prefettura di Kōchi)
- Iyo-kokubunji (provincia di Iyo, oggi situata a Imabari, prefettura di Ehime)
- Chikuzen-kokubunji (provincia di Chikuzen, oggi situata a Dazaifu, prefettura di Fukuoka)
- Hyūga-kokubunji (provincia di Hyūga, oggi situata a Saito, prefettura di Miyazaki)
- Satsuma-kokubunji (provincia di Satsuma, oggi situata a Satsumasendai, prefettura di Kagoshima)
- Ōsumi-kokubunji (provincia di Ōsumi, oggi situata a Kirishima, prefettura di Kagoshima)

## Galleria d'immagini

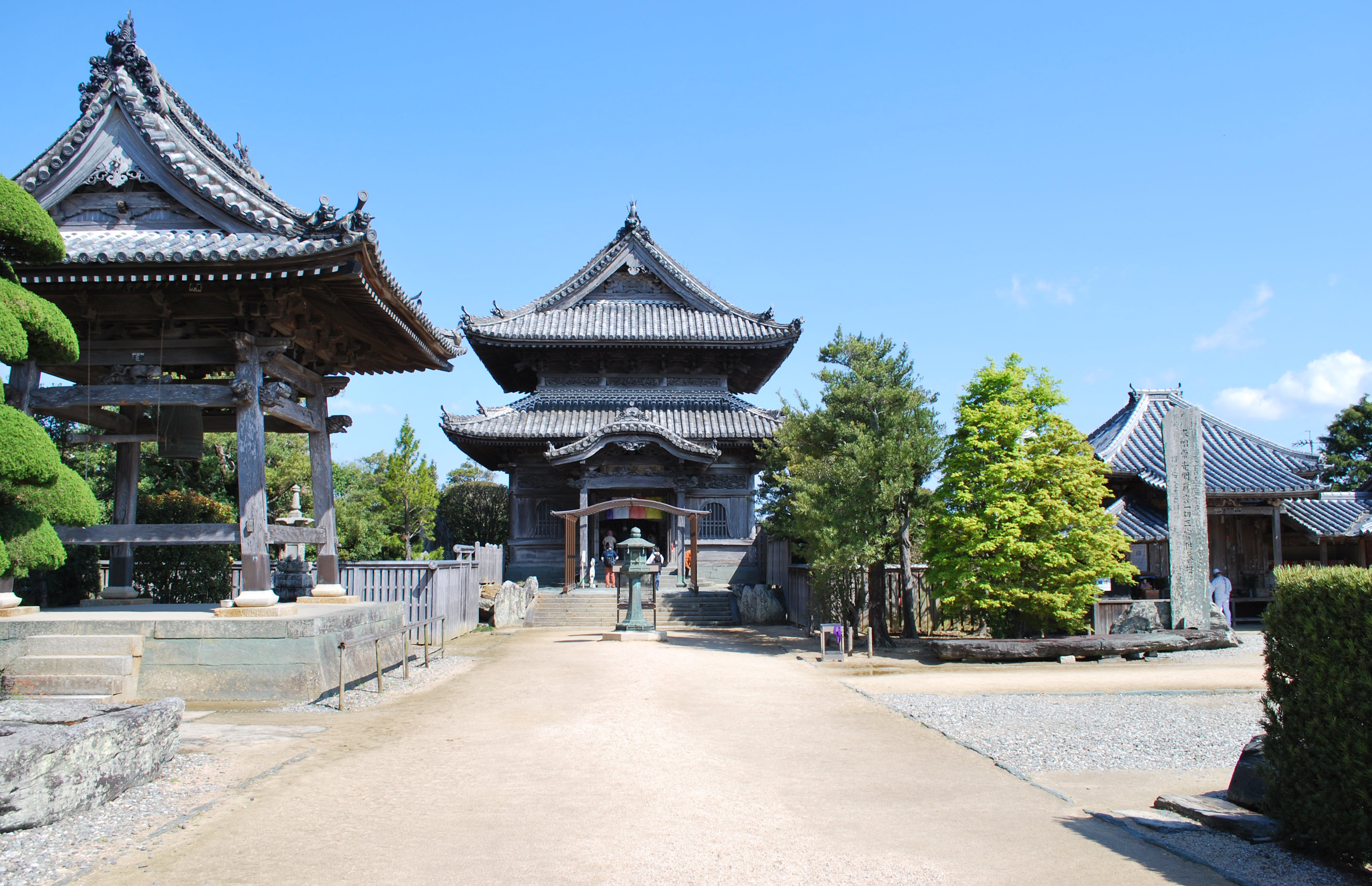
Awa Kokubun-ji
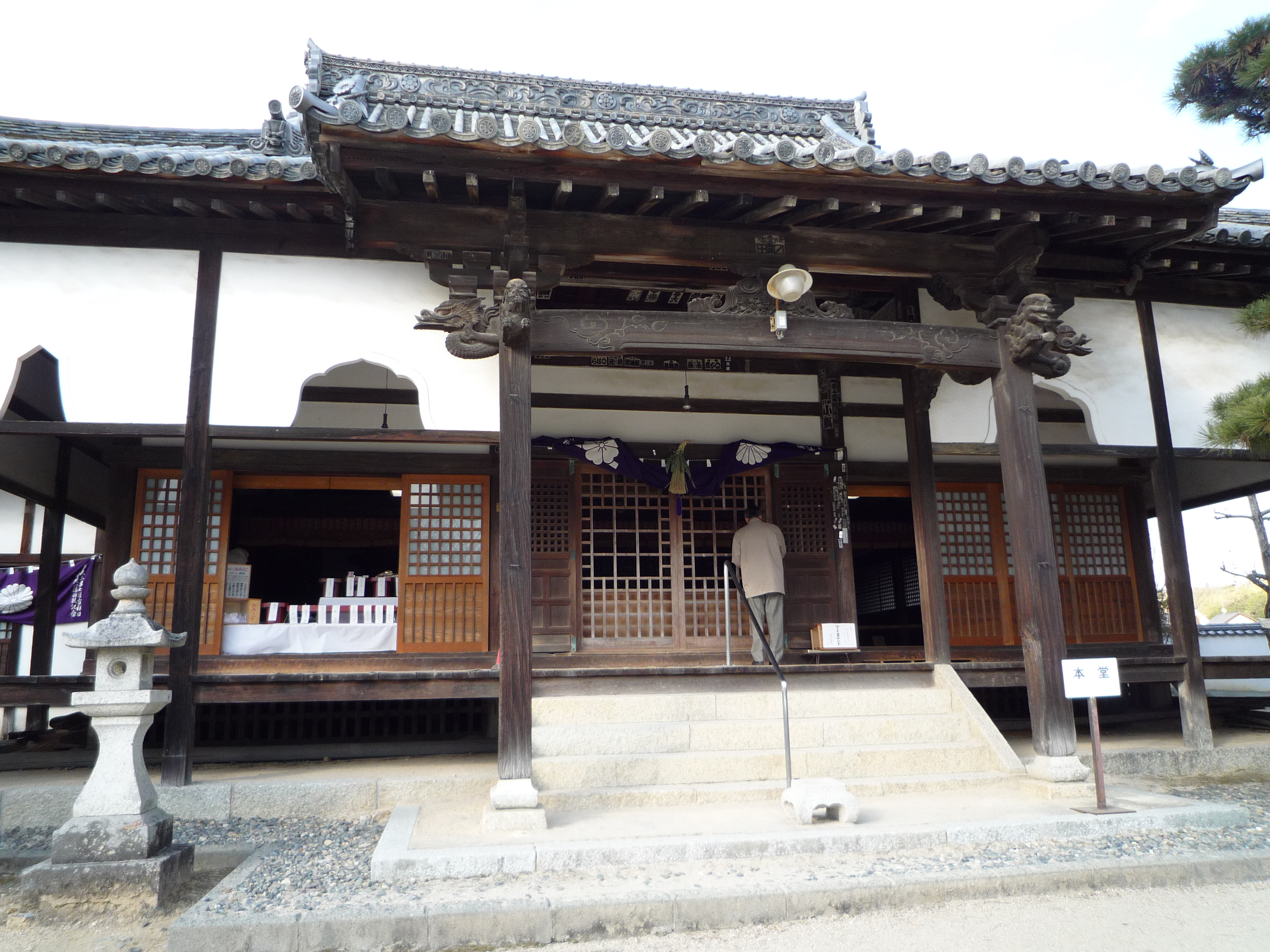
Bitchū Kokubun-ji
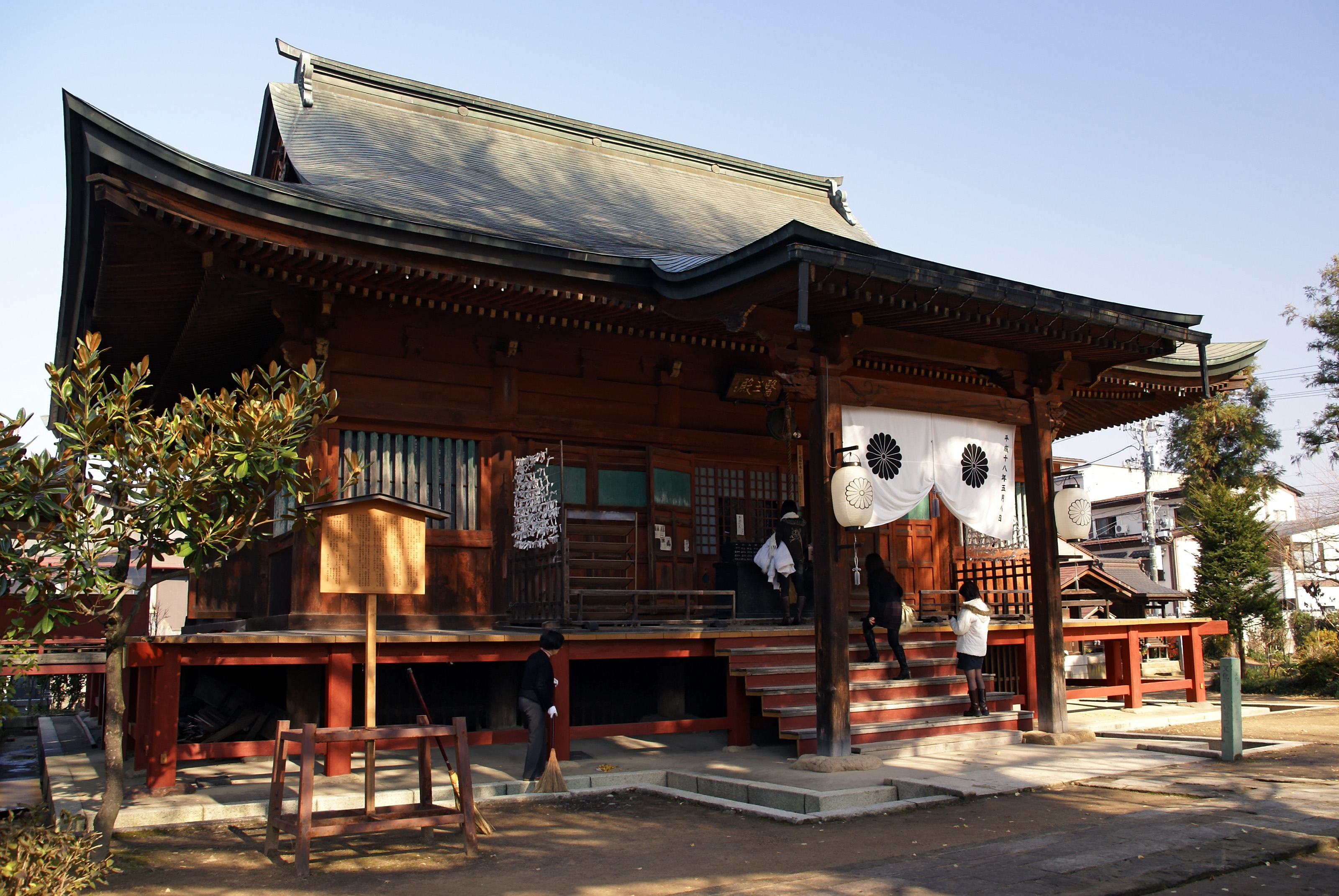
Hida Kokubun-ji
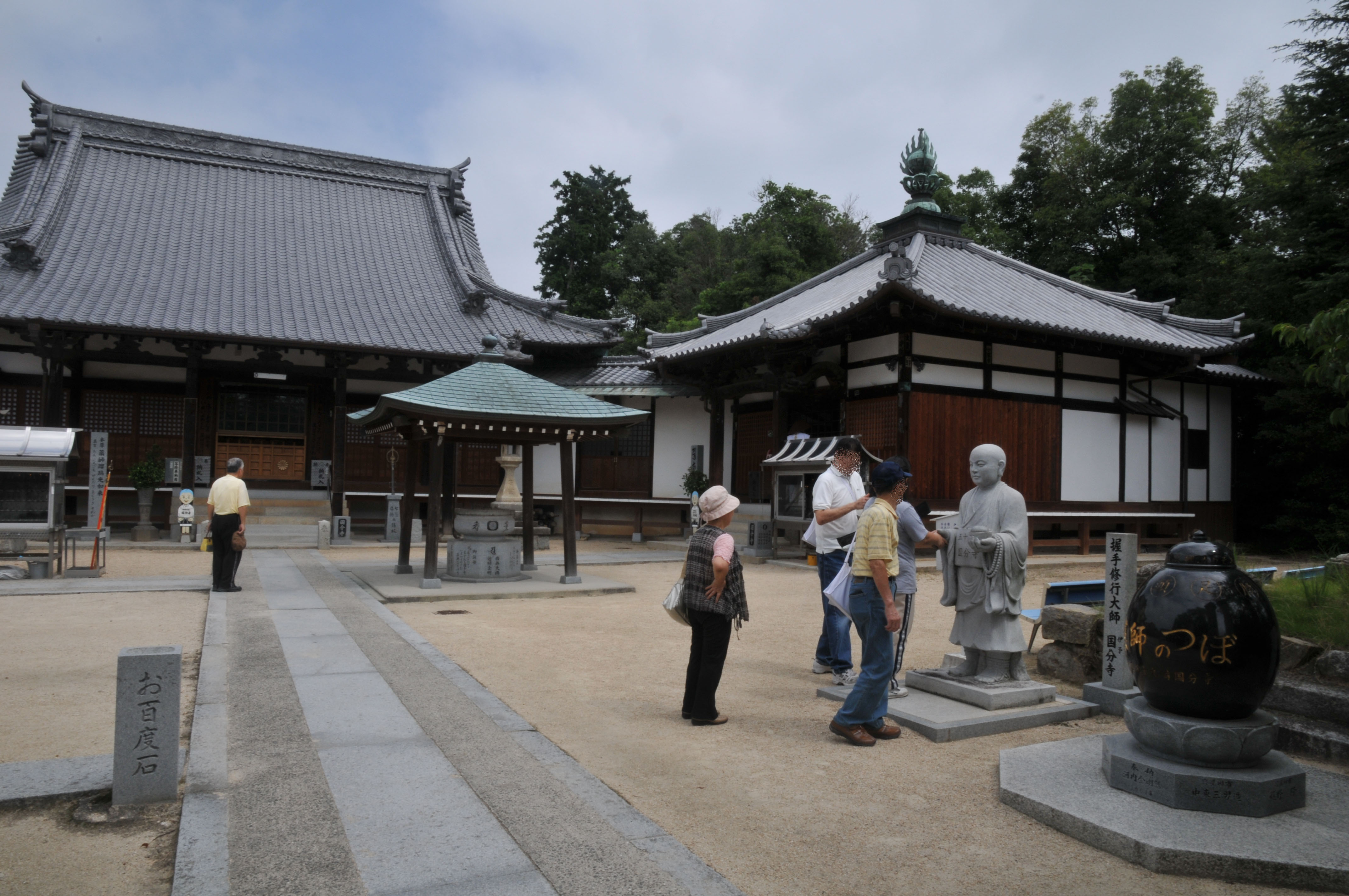
Iyo Kokubun-ji
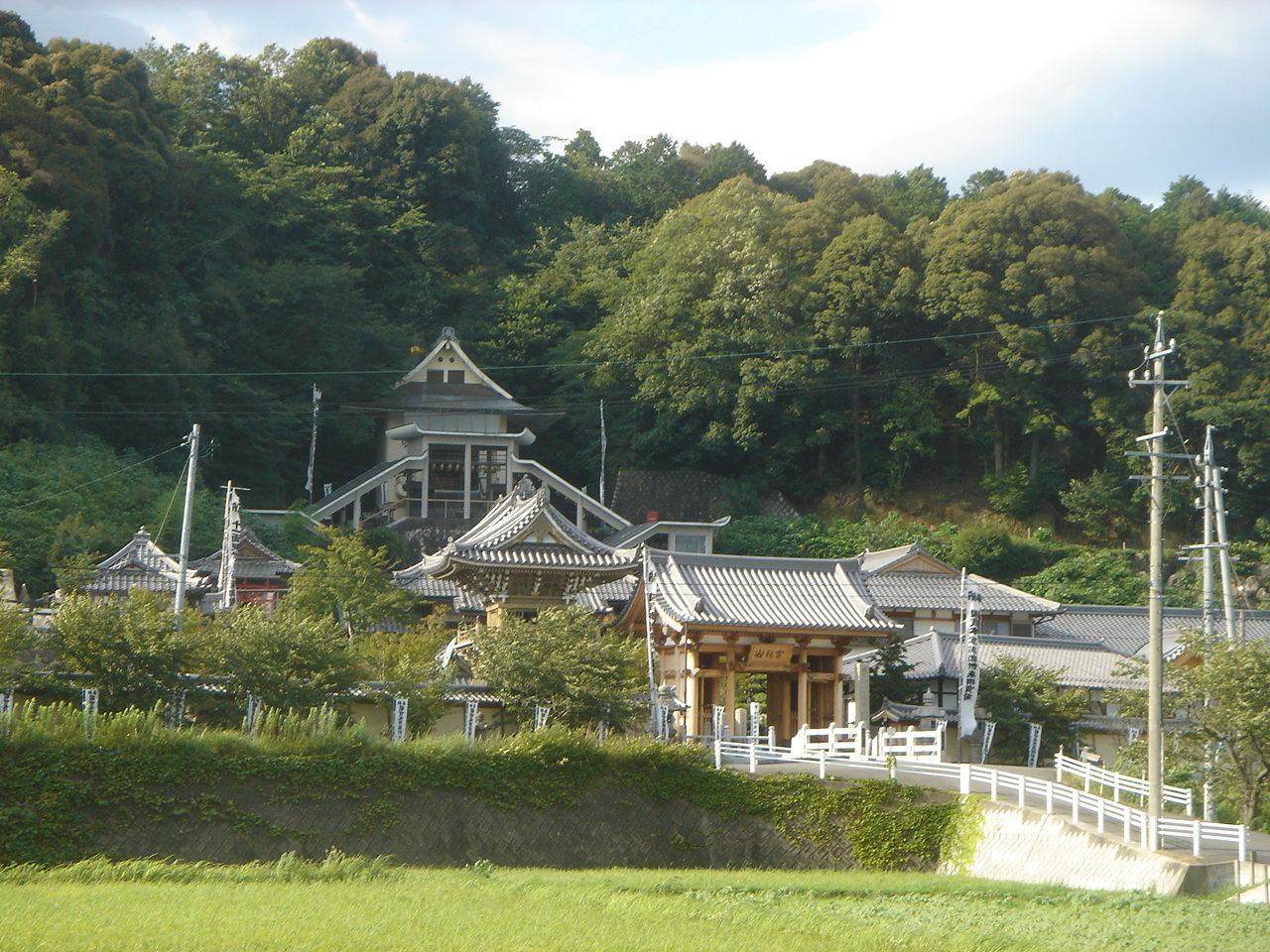
Mino Kokubun-ji
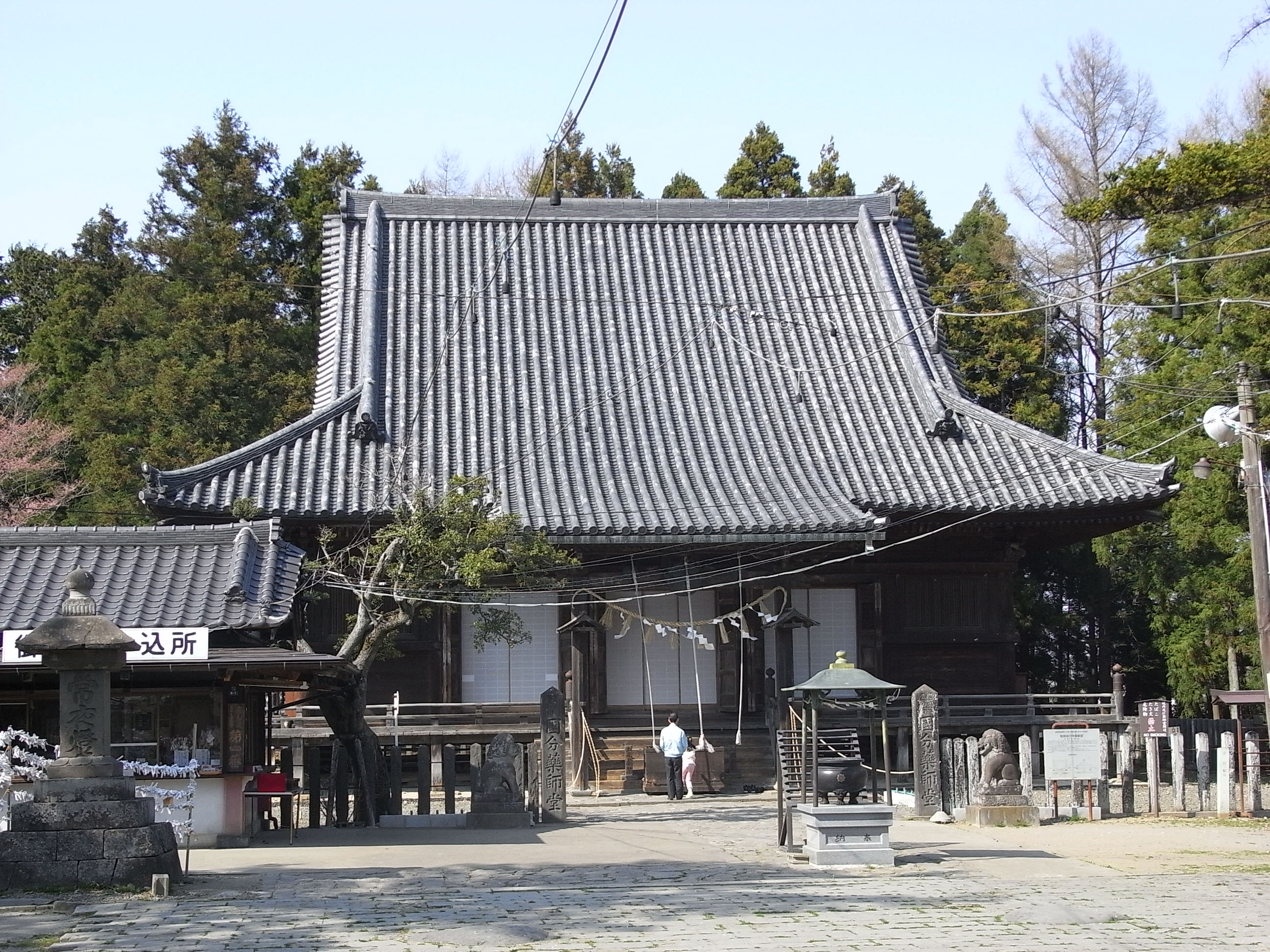
Mutsu Kokubun-ji
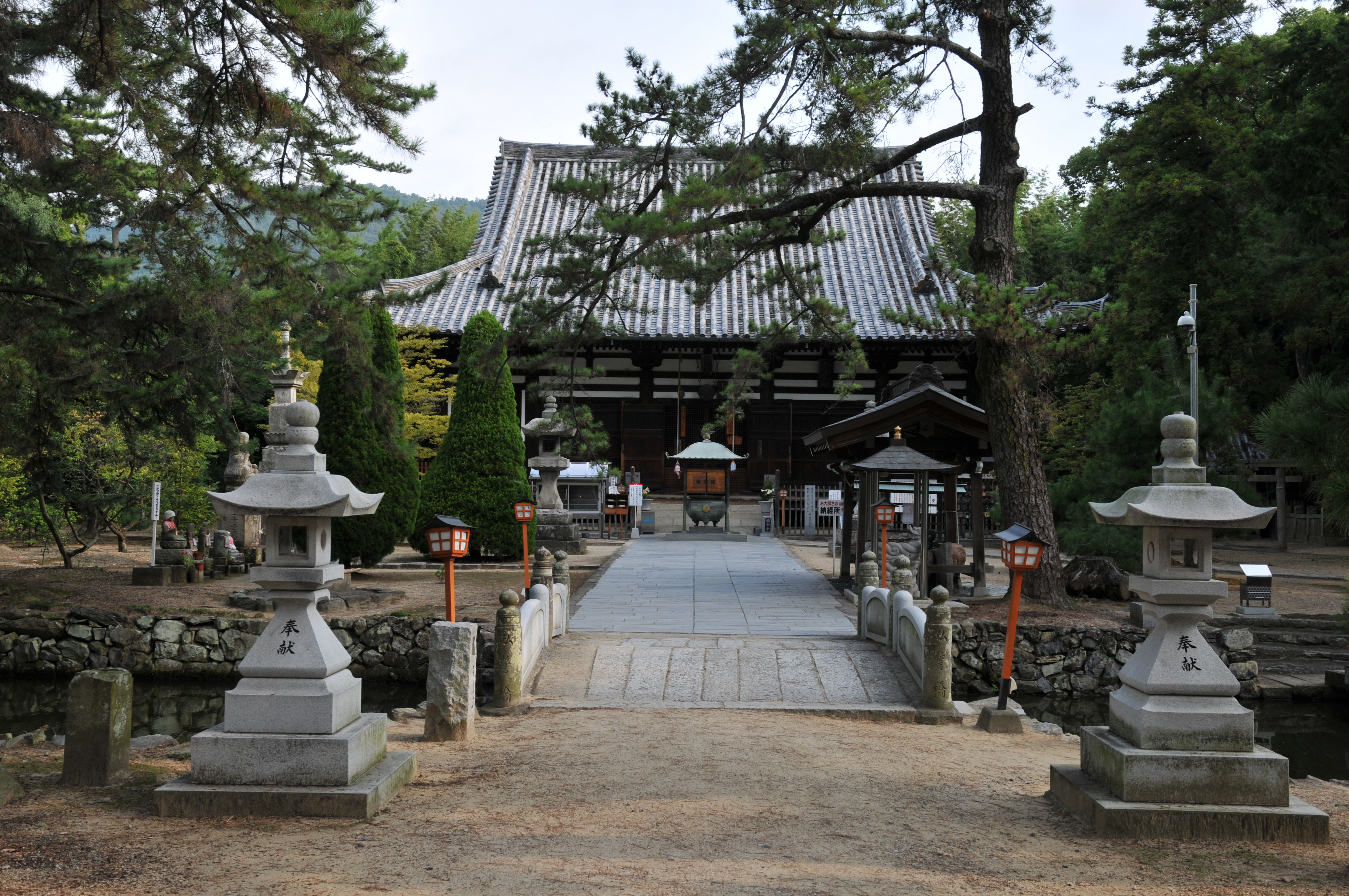
Sanuki Kokubun-ji
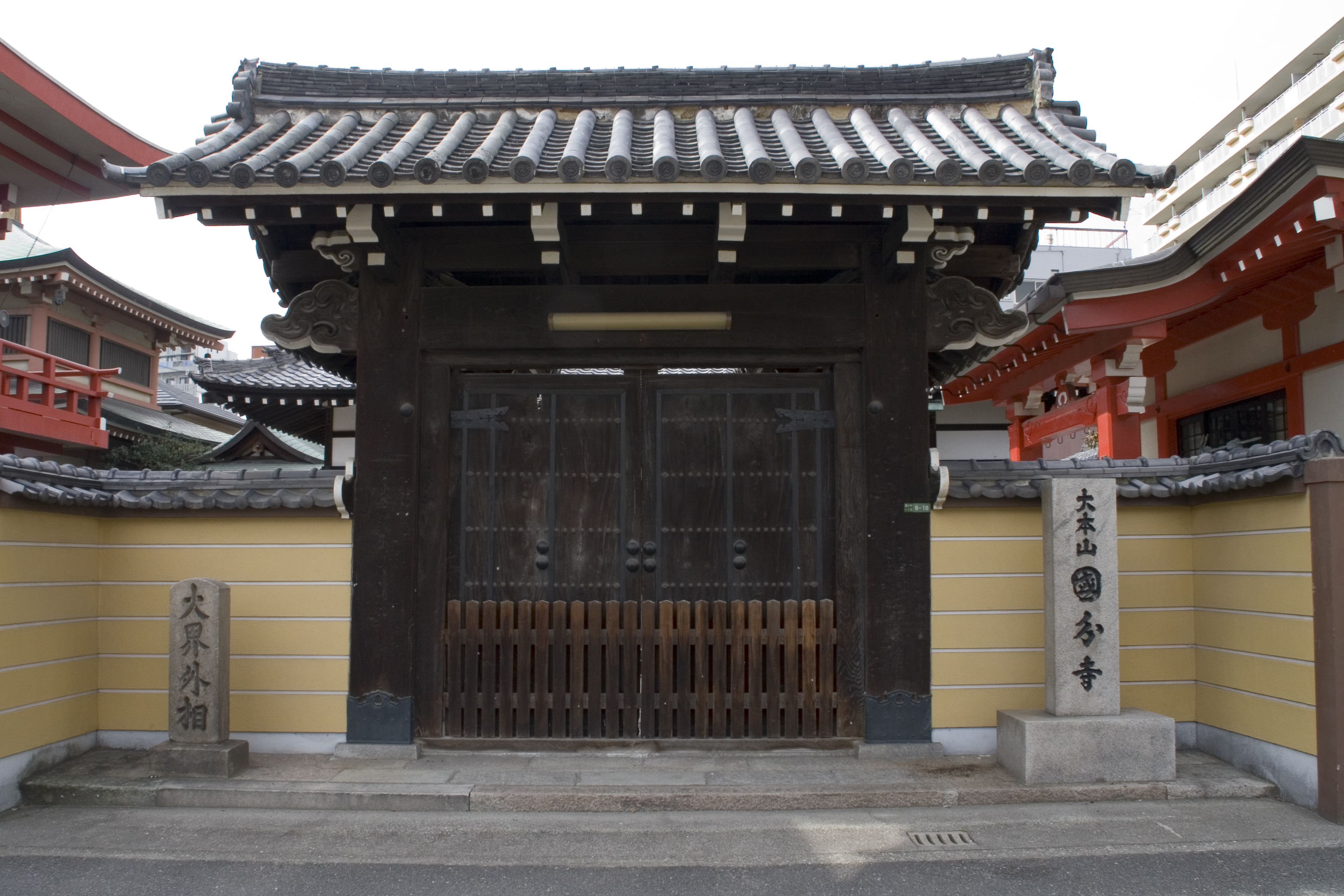
(Settsu) Kokubun-ji
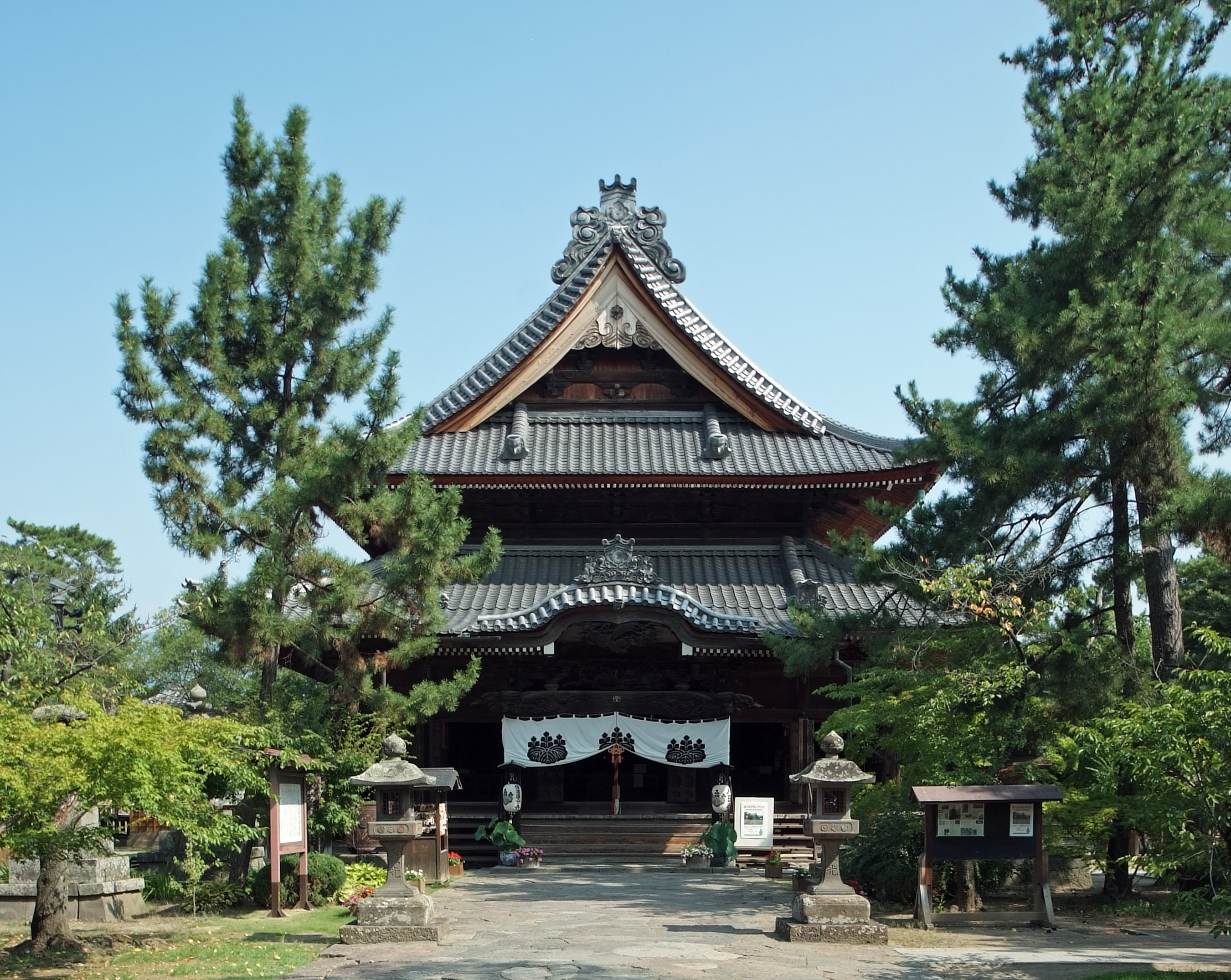
Shinano Kokubun-ji
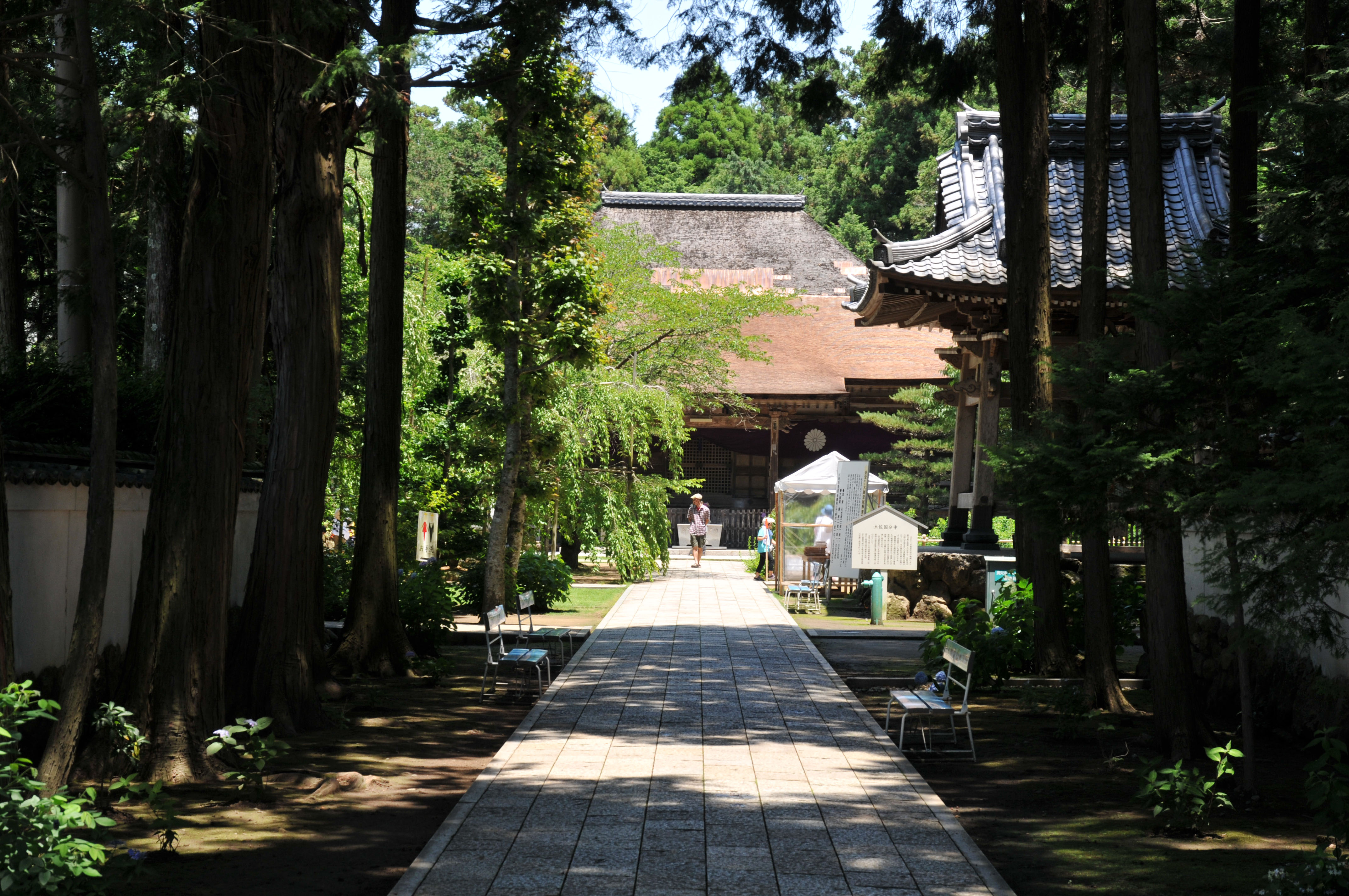
Tosa Kokubun-ji
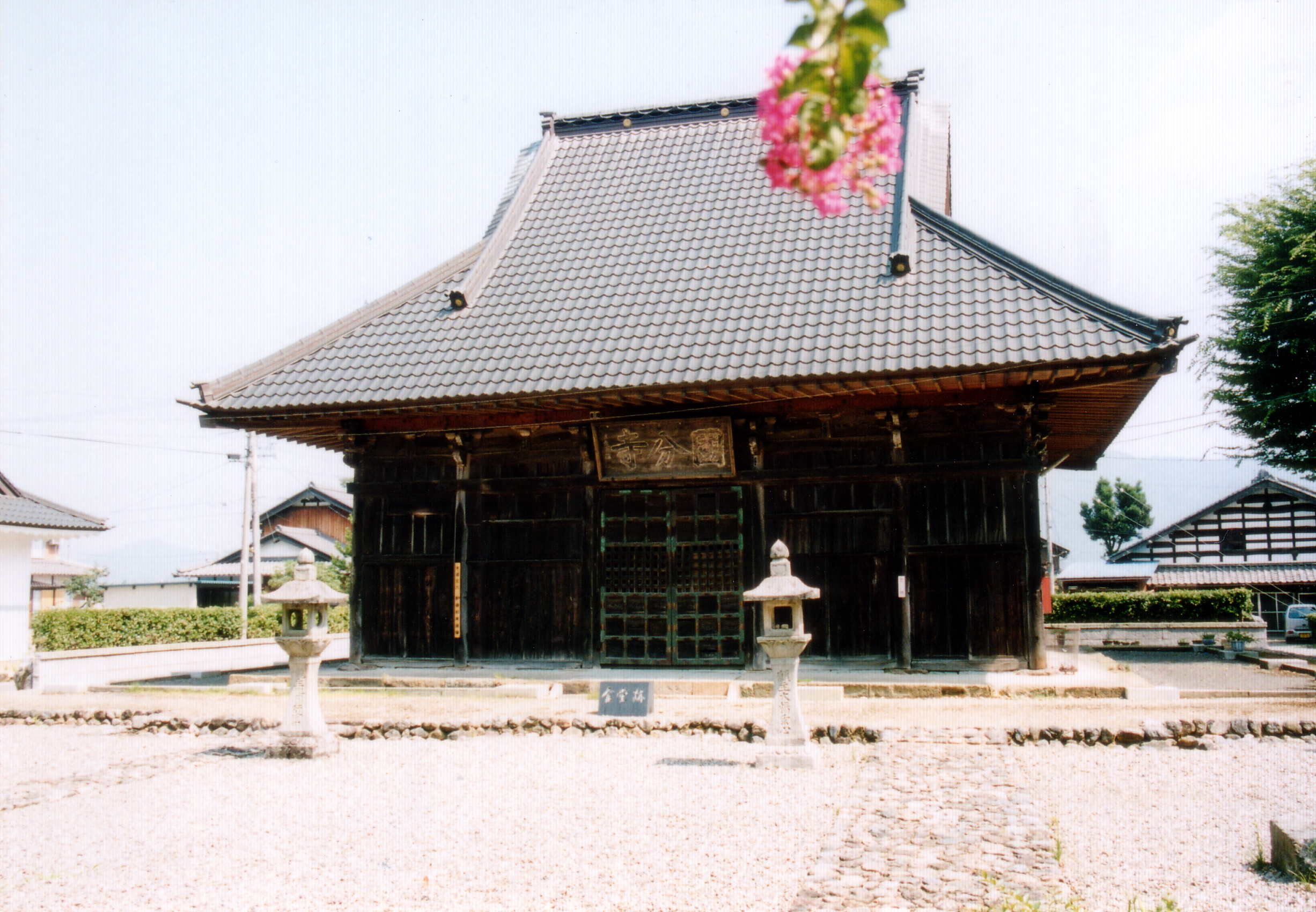
Wakasa Kokubun-ji